# 사투리쇼 얼룩말
사투리쇼 얼룩말은 대한민국의 KNN에서 제작· KNN을 포함한 전국 9개민방에서 방영된 텔레비전 프로그램이다.

## 개요
표준어가 아닌 고향의 말, 어머니의 숨결이 느껴지는 우리 댓말 사투리(방언) 속에는 그 지역의 정신과 문화가 살아 숨쉬는 것이다.

## 출연자

### 사투리팀
- 김민호 (전 롯데 자이언츠 1루수, 부산 출생)
- 고인범 (탤런트, 부산 출생)
- 장소라
- 오지헌 (개그맨, 제주 출생)
- 정삼
- 박상원 (탤런트, 대구 출생)
- 하승진 (현 농구선수, 전주KCC이지스 센터 경기도 부천 출생)

### 얼룩말팀
- 최해식 (전 해태 타이거즈 포수, 군산 출생)
- 한서경 (트로트 가수, 제주 출생)
- 한기웅 (리포터, 대구 출생)
- 김병만 (개그맨, 전주 출생)
- 정보석 (탤런트, 전라남도 목포 출생)
- 김성근 (축구선수, 전 수원삼성블루윙즈 공격수, 부산 출생)